# リオフレッド
リオフレッド（伊: Riofreddo）は、イタリア共和国ラツィオ州ローマ県にある、人口約750人の基礎自治体（コムーネ）。

## 地理

### 位置・広がり
ローマ県東部のコムーネで、アブルッツォ州ラクイラ県と境界を接する。ティヴォリから北東へ約20km、アヴェッツァーノから西へ約36km、ラクイラから南西へ約46km、ローマ中心部から東北東へ約48kmの距離にある。

#### 隣接コムーネ
隣接するコムーネは以下の通り。括弧内のAQはラクイラ県所属を示す。
- ヴァッリンフレーダ - 北
- オリーコラ (AQ) - 東
- アルソリ - 南
- ロヴィアーノ - 南西
- チネート・ロマーノ - 西

ローマから東へ、ラクイラやペスカーラ方面に向かう鉄道や高速道路は、南のロヴィアーノ、アルソリを経て当地で州境を越え、東のオリーコラに抜ける。

### 気候分類・地震分類
リオフレッドにおけるイタリアの気候分類 (it) および度日は、zona E, 2761 GGである。
また、イタリアの地震リスク階級 (it) では、zona 2B (sismicità media) に分類される。

## 行政

### 山岳部共同体
広域行政組織である山岳部共同体「アニェーネ山岳部共同体」 (it:Comunità montana dell'Aniene) （事務所所在地: アーゴスタ）に属する。

## 交通

### 道路
町域をアウトストラーダ A24が通過するが、出入口はない。
国道・主要道路
- SR5 (it:Strada statale 5 Via Tiburtina Valeria) 
〔ローマ - ティヴォリ〕 - リオフレッド - 〔アヴェッツァーノ - ペスカーラ〕

### 鉄道
- ローマ＝スルモーナ＝ペスカーラ線 (it:Ferrovia Roma-Sulmona-Pescara) が通過するが、駅はない。